# Poraqueiba
Genre
Classification APG III (2009)
Synonymes
Selon GBIF (02 mars 2022)
- Bernardinia Planch.
- Byrsocarpus Schumach.
- Yaundea G.Schellenb.

Poraqueiba est un genre de plantes de la famille des Metteniusaceae (anciennement des Icacinaceae). L'espèce type est Poraqueiba guianensis.

## Protologue
En 1775, le botaniste Aublet propose le protologue suivant : 
« PORAQUEIBA. (Tabula 47.)

CAL. PERIANTHIUM monophyllum, minimum, quinquedentatum.
COR. monopetala, quinquepartita ; lobis oblongis, ovatis, acucis, ſubtùs convexis, ſuprà concavis; cavitate per mediam tranſverſam membranam in duas partes diſtinctâ, ſuperior longitudinaliter ſecta in duas cavitatesi inferior in tres, duæ latérales, una in medio.
STAM. Filamenta quinque, craſſa, ſubtùs convexa, intus concava, utrinque marginata, margine extùs recurvo. Antheræ quaſi articulate, oblongæ, tetragonæ, marginatæ, biloculares, & firriul coaiirx rotam molendinariam referunt.
PIST. Germen ſubrotundum. Stylus brevis. Stigmata tria, ovata.
PER. . . .

SEM. . . . »
— Fusée-Aublet, 1775.

## Liste d'espèces
Selon GBIF (04 mars 2022) :
- Poraqueiba guianensis Aubl.
- Poraqueiba paraensis Ducke
- Poraqueiba sericea Tul.

Selon Tropicos (04 mars 2022) (Attention liste brute contenant possiblement des synonymes) :
- Poraqueiba acuminata Miers, 1859
- Poraqueiba cubensis C. Wright ex Griseb., 1866
- Poraqueiba guianensis Aubl., 1775
- Poraqueiba paraensis Ducke, 1925
- Poraqueiba rhodoxylon Urb., 1908
- Poraqueiba sericea Tul., 1849
- Poraqueiba surinamensis Miers, 1852